# U-90 (tàu ngầm Đức) (1941)
U-90 là một tàu ngầm tấn công  Lớp Type VII thuộc phân lớp Type VIIC được Hải quân Đức Quốc Xã chế tạo trong Chiến tranh Thế giới thứ hai. Nhập biên chế năm 1941, nó chỉ thực hiện được một chuyến tuần tra duy nhất trong chiến tranh tại vùng biển Bắc Đại Tây Dương, và bị tàu khu trục Canada HMCS St. Croix đánh chìm vào ngày 24 tháng 7, 1942.

## Thiết kế và chế tạo

### Thiết kế

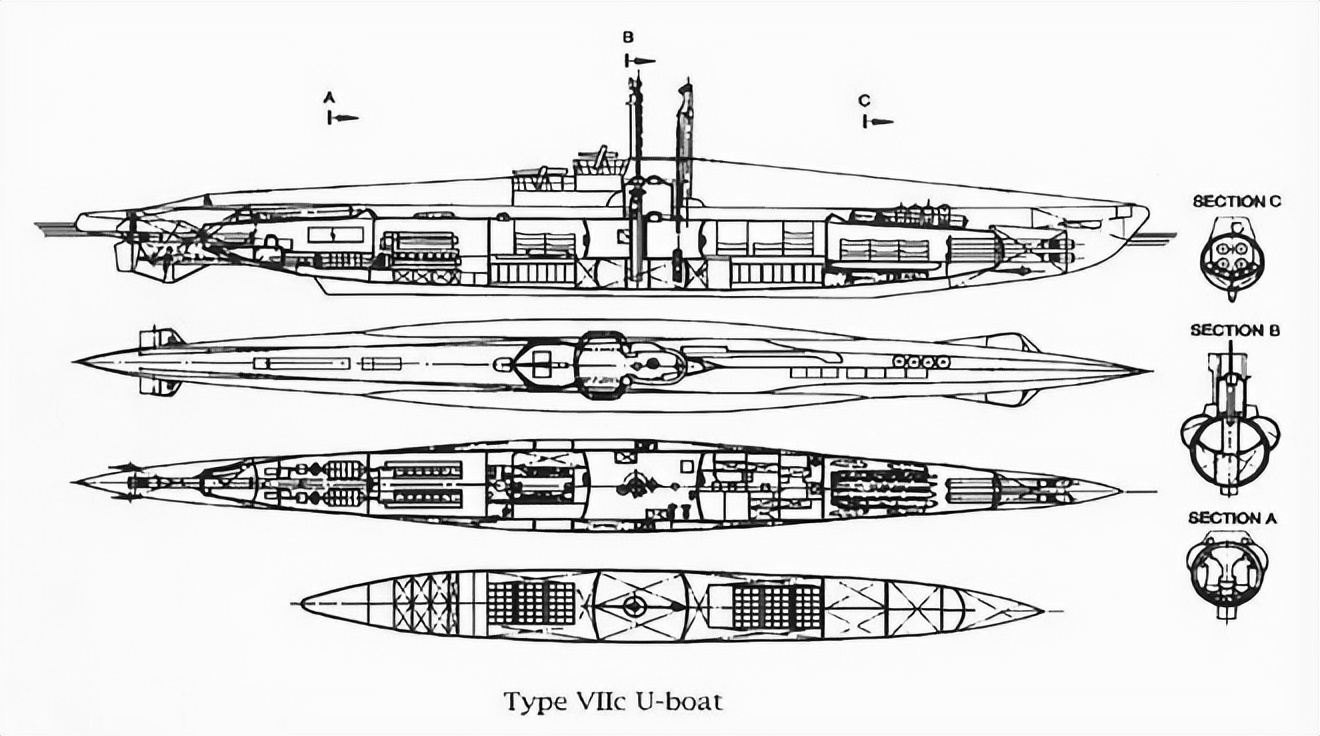
Sơ đồ các mặt cắt một tàu ngầm Type VIIC

Phân lớp VIIC của Tàu ngầm Type VII là một phiên bản VIIB được kéo dài thêm. Chúng có trọng lượng choán nước 769 t (757 tấn Anh) khi nổi và 871 t (857 tấn Anh) khi lặn). Con tàu có chiều dài chung 67,10 m (220 ft 2 in), lớp vỏ trong chịu áp lực dài 50,50 m (165 ft 8 in), mạn tàu rộng 6,20 m (20 ft 4 in), chiều cao 9,60 m (31 ft 6 in) và mớn nước 4,74 m (15 ft 7 in).
Chúng trang bị hai động cơ diesel Germaniawerft F46 siêu tăng áp 6-xy lanh 4 thì, tổng công suất 2.800–3.200 PS (2.100–2.400 kW; 2.800–3.200 bhp), dẫn động hai trục chân vịt đường kính 1,23 m (4,0 ft), cho phép đạt tốc độ tối đa 17,7 kn (32,8 km/h), và tầm hoạt động tối đa 8.500 nmi (15.700 km) khi đi tốc độ đường trường 10 kn (19 km/h). Khi đi ngầm dưới nước, chúng sử dụng hai động cơ/máy phát điện AEG GU 460/8–27  tổng công suất 750 PS (550 kW; 740 shp). Tốc độ tối đa khi lặn là 7,6 kn (14,1 km/h), và tầm hoạt động 80 nmi (150 km) ở tốc độ 4 kn (7,4 km/h). Con tàu có khả năng lặn sâu đến 230 m (750 ft).
Vũ khí trang bị có năm ống phóng ngư lôi 53,3 cm (21 in), bao gồm bốn ống trước mũi và một ống phía đuôi, và mang theo tổng cộng 14 quả ngư lôi, hoặc tối đa 22 quả thủy lôi TMA, hoặc 33 quả TMB. Tàu ngầm Type VIIC bố trí một hải pháo 8,8 cm SK C/35 cùng một pháo phòng không 2 cm (0,79 in) trên boong tàu. Thủy thủ đoàn bao gồm 4 sĩ quan và 40-56 thủy thủ.

### Chế tạo
U-90 được đặt hàng vào ngày 25 tháng 1, 1939, và được đặt lườn tại xưởng tàu của hãng Flender Werke tại Lübeck vào ngày 1 tháng 10, 1940. Nó được hạ thủy vào ngày 25 tháng 10, 1941, và nhập biên chế cùng Hải quân Đức Quốc Xã vào ngày 20 tháng 12, 1941 dưới quyền chỉ huy của Hạm trưởng, Trung úy Hải quân Hans-Jürgen Oldörp.

## Lịch sử hoạt động
Sau khi hoàn tất việc huấn luyện trong thành phần Chi hạm đội U-boat 8, U-90 được điều sang Chi hạm đội U-boat 9 từ ngày 1 tháng 7, 1942. Trong chuyến tuần tra duy nhất của nó trong chiến tranh, U-90 khởi hành từ Kiel vào ngày 30 tháng 6,  băng qua khe GIUK giữa các quần đảo Faroe và Shetland để đi đến hoạt động tại khu vực Bắc Đại Tây Dương.
Hoạt động phối hợp cùng Bầy sói Wolf, U-90 đã tấn công Đoàn tàu ON-113 vào ngày 23 tháng 7. Sang ngày hôm sau 24 tháng 7, nó bị tàu khu trục Canada HMCS St. Croix phát hiện và tấn công bằng mìn sâu. U-90 bị đánh chìm tại tọa độ 48°12′B 40°56′T / 48,2°B 40,933°T; toàn bộ 44 thành viên thủy thủ đoàn trên tàu đều tử trận.

### "Bầy sói" tham gia
U-90 từng tham gia một bầy sói:
- Wolf (13 – 24 tháng 7, 1942)